# Trio '64
Albums de Bill Evans
Time Remembered
(1963) The Bill Evans Trio « Live »
(1964)
Trio '64 est un album du pianiste de jazz Bill Evans enregistré en 1963 et publié en 1964.

## Historique
Cet album, produit par Creed Taylor, a été initialement publié en 1964 par le label Verve Records (V/V6 8578).
Il a été enregistré à New York, le 18 décembre 1963. L'ingénieur du son était Bob Simpsons.

## Titres de l’album
| No | Titre                         | Auteur                                       | Durée |
| -- | ----------------------------- | -------------------------------------------- | ----- |
| 1. | Little Lulu                   | Buddy Kaye, Sidney Lippman, Fred Wise        | 3:40  |
| 2. | A Sleepin' Bee                | Harold Arlen, Truman Capote                  | 5:30  |
| 3. | Always                        | Irving Berlin                                | 4:02  |
| 4. | Santa Claus Is Coming to Town | J. Fred Coots, Haven Gillespie               | 4:35  |
| 5. | I'll See You Again            | Noël Coward                                  | 3:57  |
| 6. | For Heaven's Sake             | Elise Bretton, Sherman Edwards, Donald Meyer | 4:26  |
| 7. | Dancing in the Dark           | Howard Dietz, Arthur Schwartz                | 4:22  |
| 8. | Everything Happens to Me      | Tom Adair, Matt Dennis                       | 4:51  |

Titres additionnels sur certaines rééditions cd :
| No  | Titre                                         | Auteur                       | Durée |
| --- | --------------------------------------------- | ---------------------------- | ----- |
| 9.  | Little Lulu (prise 1)                         | Kaye, Lippman, Wise          | 4:39  |
| 10. | Little Lulu (prise alternative non numérotée) | Kaye, Lippman, Wise          | 5:07  |
| 11. | Always (prise 1, incomplète)                  | Irving Berlin                | 0:44  |
| 12. | Always (prise alternative)                    | Irving Berlin                | 3:53  |
| 13. | I'll See You Again (prise 2, incomplète)      | Noël Coward                  | 0:51  |
| 14. | I'll See You Again (prise 3)                  | Noël Coward                  | 4:30  |
| 15. | My Heart Stood Still                          | Richard Rodgers, Lorenz Hart | 4:47  |
| 16. | My Heart Stood Still (3 fragments)            | Rodgers, Hart                | 1:03  |

## Personnel
- Bill Evans : piano
- Gary Peacock : Contrebasse
- Paul Motian : Batterie

## À propos de l'album
Cet album est le seul album de Bill Evans avec Gary Peacock à la contrebasse et le dernier avec Paul Motian à la batterie.
À en croire les témoignages de Motian et Peacock, la séance semble avoir été pour le moins houleuse. Creed Taylor, le producteur, n'aimait pas la façon de jouer trop « moderne » du contrebassiste et les deux hommes eurent des échanges assez vifs (Taylor à Peacock : « Well you now, I don't really hear you playing the time » soit « Tu sais, je ne t'ai pas vraiment entendu jouer le tempo »). Par ailleurs, trouvant le jeu de Motian trop « bruyant », Creed Taylor enleva les toms de la batterie.
Étrangement, cette tension ne transparait pas à l'écoute de ce disque. On y entend même un Bill Evans étrangement enjoué (cf. les versions « guillerettes » de Little Lulu, une chanson venant d'un dessin animé comique des années 1930 et Santa Claus Is Coming to Town, une chanson de Noël).